# De Quem É a Culpa?
"De Quem É a Culpa?" é uma canção da cantora e compositora brasileira Marília Mendonça, parte do álbum Realidade, lançado em 2017 pela gravadora Som Livre.

## Composição
Escrita por Marília Mendonça em parceria com Juliano Tchula, "De Quem É a Culpa?" foi baseada em uma paixão platônica de Mendonça por um homem que, segundo ela, era extremamente inteligente, mas que não tinha qualquer interesse por ela. Neste contexto, a compositora tentou chamar a sua atenção estudando, o que não adiantou, apesar de ter sido "a época que mais adquiri conhecimento". A paixão teria durado bastante tempo.
A letra de "De Quem É a Culpa" descreve alguém que desapareceu do cotidiano do eu lírico. O eu lírico, então, estaria "parado no meio da rua" e "entrando no meio dos carros". Mais tarde, questionada por fãs se teria literalmente andado em meio a carros por sua paixão platônica, Marília disse que frequentemente passava em frente ao prédio do apartamento do sujeito. "Eu ficava num lugar estratégico olhando para a janela do apartamento do cara toda tarde (risos). Bem maluca".

## Lançamento e recepção
"De Quem É a Culpa" estava prevista para ser lançada pelo cantor Cristiano Araújo, que morreu em 2015. Seu irmão, o cantor Felipe Araújo, afirmou que a canção foi cantada por Cristiano a ele dias antes de morrer.
Com a morte de Cristiano, a canção foi lançada por Marília Mendonça como cantora solo no álbum Realidade, e se tornou uma das principais faixas do álbum, e um dos principais hits de sua carreira.

## Vendas e certificações
| Região                                                        | Certificação | Vendas     |
| ------------------------------------------------------------- | ------------ | ---------- |
| Brasil (Pro-Música Brasil)                                    | 5x Diamante  | 1 500 000‡ |
| ‡vendas+valores de streaming baseados somente na certificação |              |            |